# Working Class Heroes
Working Class Heroes é uma álbum split da banda americana Agnostic Front e da banda holandesa Discipline, gravado na Bélgica ao vivo e lançado em 2002.

## Faixas
1. "Believe" - 1:57
2. "Riot, Riot, Upstart" - 2:20
3. "Sit and Watch" - 1:56
4. "Victim in Pain" - 0:51
5. "Last Warning" - 1:05
6. "Rock Star" - 1:53
7. "Sickness" - 2:30
8. "Gotta Go" - 3:38
9. "No Fear" - 2:28
10. "Before My Eyes" - 2:12
11. "United Blood" - 1:38
12. "Police State" - 2:51
13. "Pauly the Dog" - 1:11
14. "Bullett on Mott St." - 2:10
15. "Crucified" (Iron Cross) - 3:15
16. "Now or Never" - 2:06
17. "Young & Reckless" - 3:02
18. "Our Pride"  - 2:22
19. "Rejects of Society" - 3:16
20. "Neverending Story" - 2:02
21. "Nice Boys Finish Last" - 3:15
22. "Running Riot" (Cock Sparrer) - 3:24
23. "C'mon, C'mon" - 0:35
24. "Hooligans Heaven" - 3:03
25. "Fuck You Anyway" - 2:46
26. "Saturday Night Riot" - 2:32
27. "These Streets" - 3:42
28. "Frontline Skins" - 3:21
29. "Violence in Our Minds" (Last Resort) - 3:22

- Faixas 1 - 14: Agnostic Front
- Faixas 16 - 21 e 23 - 28: Discipline

## Créditos

### Agnostic Front
- Roger Miret - Vocal
- Vinnie Stigma - Guitarra
- Jimmy Colletti - Bateria
- Mike Gallo - Baixo

### Discipline
- Joost DeGraaf - Vocal
- Carlo Geerlings - Baixo
- Joost Strijbos - Bateria
- Erik Wouters - Guitarra